# Ornithoptera tithonus

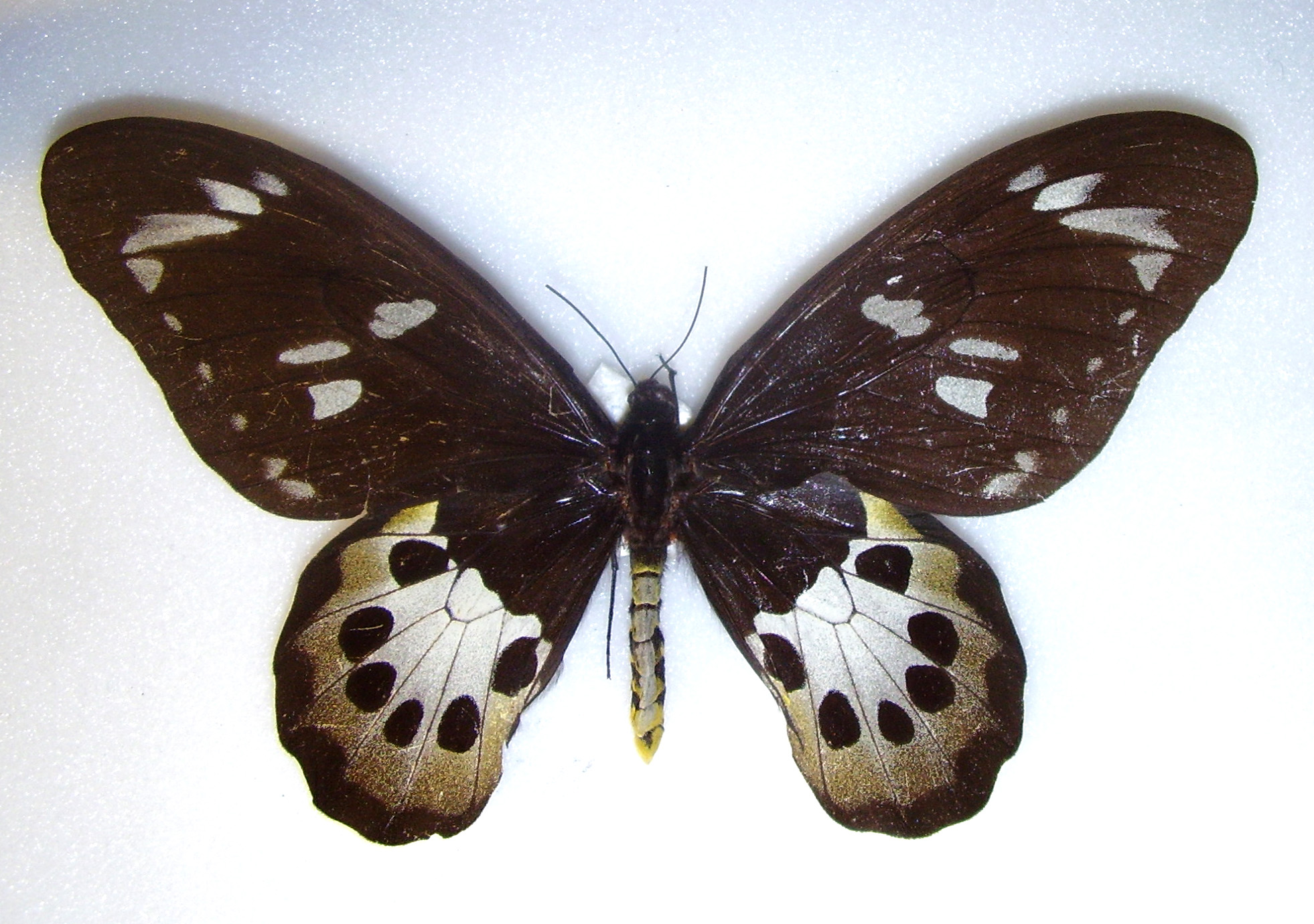
Ornithoptera tithonus con cái

Ornithoptera tithonus là một loài bướm ngày cánh chim.
Ornithoptera tithonus là loài bướm từ Australasia / vùng sinh thái Indomalaya (Australia). Sải cánh từ 14–20 mm.
Có 6 phụ loài:
- Ornithoptera tithonus cytherea [Kobayashi & Koiwaya, 1980]
- Ornithoptera tithonus dominici [Schäffler, 2001]
- Ornithoptera tithonus makikoae [Morita, 1998]
- Ornithoptera tithonus misoolana [Deslisle, 1985]
- Ornithoptera tithonus misresiana [Joicey & Noakes, 1916]
- Ornithoptera tithonus waigeuensis [Rothschild, 1897]

## Hình ảnh

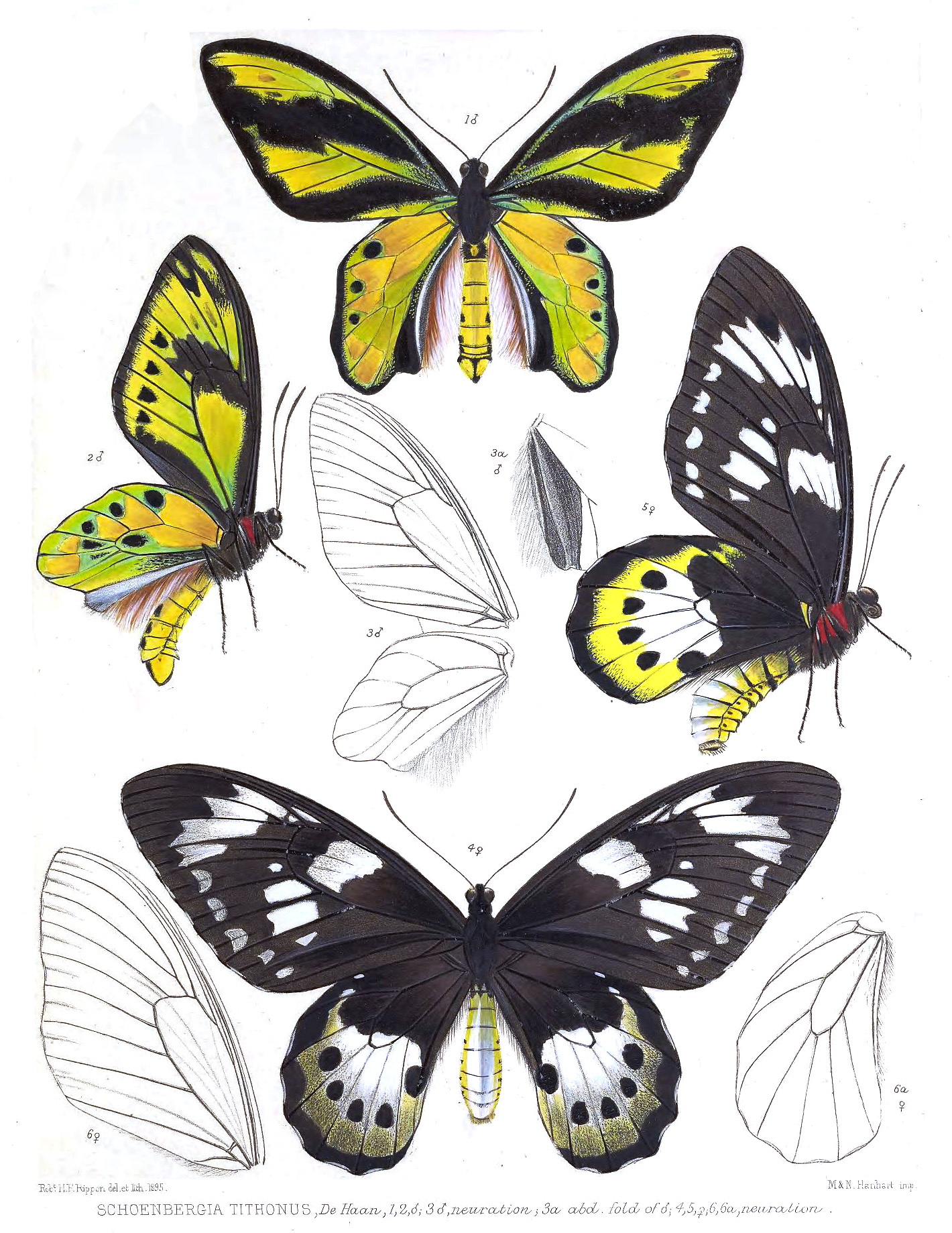
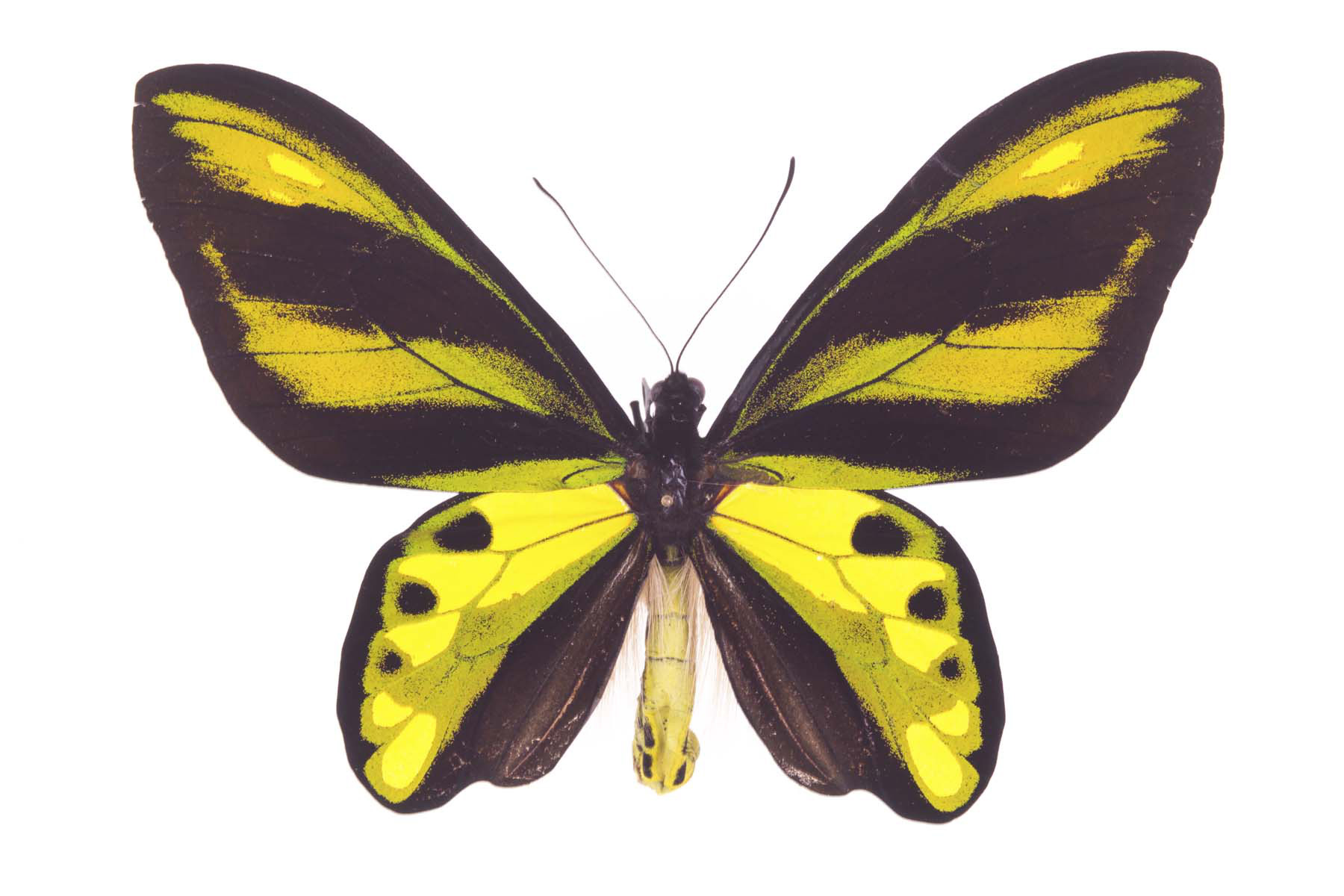